# Sairi Maeda
Sairi Maeda (jap. 前田 彩里, Maeda Sairi; * 7. November 1991 in der Präfektur Kumamoto) ist eine japanische Langstreckenläuferin.

## Karriere
Nach ihrem Studium an der Bukkyō-Universität trat sie im April 2014 in das Unternehmen Daihatsu ein für deren Langstreckenmannschaft sie seither antritt. Am 30. August 2015 lief sie den Marathon bei den Leichtathletik-Weltmeisterschaften in Peking. Sie benötigte für den Lauf 2:31:46 h und erreichte Platz 13.

## Persönliche Bestleistungen
- 1500 m: 4:24,39 min[1]
- 3000 m: 9:15,58 min[1]
- 5000 m: 15:32,22 min, 1. Dezember 2012, Yokohama
- 10.000 m: 32:03,43 min, 10. Oktober 2014, Yamaguchi
- Halbmarathon: 1:10:24 h, 10. Mai 2015, Sendai
- Marathon: 2:22:48 h, 8. März 2015, Nagoya-Marathon